# Burning Up (album Sizzli)
Burning Up – debiutancki album Sizzli, jamajskiego wykonawcy muzyki reggae i dancehall.
Płyta została wydana 5 września 1995 roku przez waszyngtońską wytwórnię RAS Records. Produkcją nagrań zajął się Phillip "Fatis" Burrell. W roku 2003 ukazała się reedycja albumu.

## Lista utworów
1. "How Much"
2. "Can't Hurt the Mind"
3. "The Poor"
4. "Mothers of Nations"
5. "Search Fi Hardcore"
6. "Nah Give In"
7. "You Are What You Are"
8. "Gun Ting Don't Pay"
9. "Dis Gangstar"
10. "We Want Love"
11. "Dreams"
12. "It's Not Over" feat. Shadow Man

## Twórcy

### Muzycy
- Sizzla – wokal
- Shadow Man – wokal (gościnnie)
- Steven "Cat" Coore – gitara
- Donald "Bassie" Dennis – gitara basowa, instrumenty klawiszowe
- Sly Dunbar – perkusja
- Dean Fraser – saksofon, chórki
- Leba Hibbert – chórki
- Nikki Tucker – chórki

### Personel
- Robert Murphy – inżynier dźwięku
- Anthony "Soljie" Hamilton – miks
- Collin "Bulby" York – miks
- Simon Buckland – zdjęcia